# Marcaltő
Marcaltő község Veszprém vármegyében, a Pápai járásban.

## Fekvése
A Rába és a Marcal folyó között fekszik a megyehatár közelében, északnyugati határszéle egyben Veszprém és Győr-Moson-Sopron vármegye határszéle is. A szomszédos települések: észak felől Sobor, északkelet felől Malomsok, kelet felől Takácsi, délkelet felől a községhez tartozó, egykor önálló Ihász, dél felől Nemesgörzsöny, nyugat felől Egyházaskesző és Várkesző, északnyugat felől pedig Rábaszentandrás. Ihász településrésze révén délkelet felől Pápa városával is határos, habár a pápai belváros és Marcaltő központja között csaknem 16 kilométernyi a távolság.

### Megközelítése
Központján annak főutcájaként végighalad kelet-nyugati irányban a 8408-as út, ezen érhető el Pápa és Csorna térsége, a 83-as és a 86-os főutak felől is. Ugyancsak a 8408-as út szolgál a településhez tartozó, de attól több kilométerre délkeletre fekvő Ihász főutcájaként is. Győr felől Marcaltő központja, Tét-Szentkút utáni letéréssel a 8416-os úton közelíthető meg; nyugati szomszédaival, Egyházaskeszővel és Várkeszővel pedig a 84 115-ös számú mellékút köti össze.
A hazai vasútvonalak közül a települést a MÁV 14-es számú Pápa–Csorna-vasútvonala érinti, amelynek azonban egyetlen megállási pontja sincs itt. Ez azért is érdekes, mert a vonalon létezik Marcaltő megállóhely, sőt hajdan (1971-es megszüntetéséig) létezett Ihász vasútállomás is, de mindkettőt a település határain kívül alakították ki: előbbit Egyházaskesző területén, utóbbit pedig Nagyacsád és Nemesgörzsöny határszélén, Kisacsád településrész küzelében. Marcaltő megállóhely az Egyházaskesző felé vezető 84 115-ös út vasúti kereszteződésétől délre, Marcaltő központjától 2 kilométerre délnyugatra helyezkedik el, közúti elérését a 84 304-es számú mellékút biztosítja.

## Története
Első okleveles említése 1380-ból származik, de ennél jóval korábbi település. Neve arra utal, hogy a Marcal itt ömlött a Rábába. A falu négy vármegye: Győr, Sopron, Vas és Veszprém találkozásánál feküdt. 1402-ben hetivásár tartására kapott jogot. Évszázadokon át a Gutkeled nemzetségbeli családok birtokolják. Először a Marcaltőieké, 1645-ös kihalásukig, majd az Amadék kapták meg adományul a királytól.
1902-től 1945-ig az Esterházyaké volt. A Marcaltőiek régi kastélyát 1551-ben említi okirat. Több malmot birtokolt a család, révátkelő is volt itt. Az Amadé család új kastélyt építtetett, a folyókat ásott mederbe terelték. A fejlődő település a 18. századtól a 19. század közepéig mezővárosi rangot viselt.
1849. június 27-én Marcaltő és Ihász között zajlott le a szabadságharc ihászi ütközete: Kmety György tábornok honvédjei hősiesen küzdöttek a császári csapatok ellen. A magyar sereg heves ágyútüze Pápán nagy riadalmat keltett. A túlerőben levő fegyelmezett osztrák sorok nagy véráldozat árán nyomultak előre, végül elérve céljukat: meghátrálásra kényszerítették Kmety seregét, és szabadon elvonultak Takácsin keresztül Győr irányába. Nem tudni, hol temették el a több száz halottat; Ihász északi végén egy ismeretlen honvéd sírja a közút mellett található. Az egyetlen Veszprém vármegyei csata helyszínét Ihászon is, valamint Pápán, a református templom előtt is emlékoszlop őrzi. Ihász ősi település, közigazgatásilag Marcaltőhöz tartozik, tőle 7,2 km-re délkeletre helyezkedik el, lélekszáma 270 fő.

## Közélete

### Polgármesterei
- 1990–1994: Polczer Sándor (független)[4]
- 1994–1998: Polczer Sándor (független)[5]
- 1998–2002: Polczer Sándor (független)[6]
- 2002–2006: Polczer Sándor (független)[7]
- 2006–2010: Polczer Sándor (független)[8]
- 2010–2014: Sandl Zoltán (független)[9]
- 2014–2019: Sandl Zoltán (független)[10]
- 2019–2024: Czupper András (független)[11]
- 2024– : Sandl Zoltán (független)[1]

## Népesség
A település népességének változása:
| Lakosok száma | 772  | 755  | 727  | 726  | 757  | 738  | 722  |
|               | 2013 | 2014 | 2015 | 2021 | 2022 | 2023 | 2024 |

A 2011-es népszámlálás során a lakosok 93,1%-a magyarnak, 1,4% németnek, 0,5% cigánynak mondta magát (6,5% nem nyilatkozott; a kettős identitások miatt a végösszeg nagyobb lehet 100%-nál). A vallási megoszlás a következő volt: római katolikus 56,6%, református 5,8%, evangélikus 9,1%, felekezeten kívüli 10,4% (17% nem nyilatkozott).
2022-ben a lakosság 92,3%-a vallotta magát magyarnak, 0,9% cigánynak, 0,3% németnek, 0,3% románnak, 0,1-0,1% örménynek, ruszinnak, ukránnak és szlovénnek, 0,8% egyéb, nem hazai nemzetiségűnek (7,5% nem nyilatkozott; a kettős identitások miatt a végösszeg nagyobb lehet 100%-nál). Vallásuk szerint 39,8% volt római katolikus, 6,5% evangélikus, 5,5% református, 0,1% görög katolikus, 1,6% egyéb katolikus, 4,6% felekezeten kívüli (41,9% nem válaszolt).

## Nevezetességei
- Megyehatárkő - az önkormányzat előtt található. Eredetileg a Marcal partján állt. Az obeliszk alsó részén látható négy gömb a hajdan itt érintkezett négy vármegyét (Győr, Sopron, Vas, Veszprém) jelképezi.
- Római katolikus templom - barokk stílusban épült a XVIII. században, 1820-ban klasszicista jellegűvé alakították át.
- Művelődési ház - Kossuth u. 1. cím alatt található.

### Ismert személyek, akik a marcaltői temetőben nyugszanak
- Gróf Futaki Hadik András (1764-1840), Mária Terézia híres generálisának Hadik Andrásnak fia, aki maga is kitűnő katona volt, császári és királyi belső titkos tanácsosként, lovassági altábornagyként szolgált.
- gróf Amade Antal
- Üchtritz Emilné, báró Üchtritz Emil neje: Amade Dominika grófnő

## Itt született
- 1846-ban dr. Concha Győző jogász, az MTA tagja
- 1846-ban báró Üchtritz Zsigmond országgyűlési képviselő, főrendiházi tag, neves lótenyésztő.

## A település az irodalomban
- A ma Marcaltőhöz tartozó Ihász az egyik helyszíne Lipták Gábor A soproni ötvös című elbeszélésének (megjelent az író azonos című kötetében).